# Future History
Future History es el segundo álbum de estudio del cantante estadounidense Jason Derulo, publicado el 16 de septiembre de 2011.
Como productor ejecutivo del álbum, Derulo colaboró con varios productores de registro, incluyendo DJ Frank E, The Fliptones, The Outerlimits, Emanuel Kiriakou, Redon, Jai Marlon y colaborador frecuente J.R. Rotem, entre otros.
Después de su lanzamiento, Future History recibió críticas variadas de music critic. En los Estados Unidos, el álbum debutó en el número 29 del Billboard 200, con ventas de 13.000 copias en la primera semana, significativamente menos que su álbum de debut un año antes. El álbum alcanzó los diez primeros en Australia, Nueva Zelanda y el Reino Unido, y el top 20 en Irlanda y Suiza.
Precediendo al lanzamiento del álbum era el primer sencillo "Do not Wanna Go Home", que alcanzó el número 14 en el Billboard Hot 100, Se convirtió en el segundo número uno de Derulo en el UK Singles Chart. "It Girl" fue lanzado como el segundo sencillo del álbum, que alcanzó los diez primeros en varios países. "Breathing"y "Fight for You" fueron lanzados con éxito moderado, como tercer y cuarto singles del álbum, respectivamente. "Undefeated" fue lanzado como el primer sencillo de la edición de platino del álbum en 2012.

## Lista de canciones
| N.º | Título                | Escritor(es) | Producer(s)                                | Duración |  |
| 1.  | «Don't Wanna Go Home» | Jason Desrouleaux Chaz Mishan David Delazyn William Attaway Irving Burgie Allen George Fred McFarlane              | The Fliptones Tim Roberts Heather Jeanette | 3:26     |  |
| 2.  | «It Girl»             | Desrouleaux Emanuel Kiriakou E. Kidd Bogart Lindy Robbins                                                          | Emanuel "Eman" Kiriakou                    | 3:12     |  |
| 3.  | «Breathing»           | Desrouleaux Jacob Luttrell Lauren Christy Julian Bunetta Krassimir Tsvetano Kurkchiyski Shope Trad Folksong Thrace | DJ Frank E                                 | 3:54     |  |
| 4.  | «Be Careful»          | Desrouleaux Jonathan Rotem Claude Kelly                                                                            | J.R. Rotem Kelly                           | 3:34     |  |
| 5.  | «Make It Up As We Go» | Desrouleaux Mishan Delazyn                                                                                         | The Fliptones Desrouleaux                  | 3:10     |  |
| 6.  | «Fight for You»       | Desrouleaux Steve Hoang David F. Paich Jeffrey T. Porcaro                                                          | RedOne BeatGeek Geo Slam                   | 4:02     |  |
| 7.  | «Pick Up the Pieces»  | Desrouleaux Josh Walker Olivia Waithe Tiffany Fred Michael McGregor Peter King Lee Monteverde Kelly Sheehan        | J.R. Rotem JD Walker                       | 3.34     |  |
| 8.  | «Givin' Up»           | Desrouleaux Mishan Delazyn                                                                                         | The Fliptones                              | 3:50     |  |
| 9.  | «Bleed Out»           | Desrouleaux Kara DioGuardi Mike Caren                                                                              | DJ Frank E                                 | 4:08     |  |
| 10. | «That's My Shhh»      | Desrouleaux Terius Nash Carlos McKinney                                                                            | Carlos "Los" McKinney Nash Pat Thrall      | 4:21     |  |
| 11. | «X»                   | Desrouleaux Mishan Delazyn Sidney Swift Alexander C. Goodwin David Malcolm Monea William Stewart                   | The Fliptones The Outerlimits              | 3:32     |  |
| 12. | «Dumb»                | Desrouleaux Rotem William Jordan Clemie Penton Frank Romano                                                        | J.R Rotem Romano                           | 3:50     |  |

| Deluxe Edition bonus tracks |                 |              |               |          |  |
| N.º                         | Título          | Escritor(es) | Producer(s)   | Duración |  |
| 13.                         | «Overdose»      |              | The Fliptones | 3:19     |  |
| 14.                         | «Give It to Me» |              | The Fliptones | 3:24     |  |

| Deluxe Edition bonus videos |                                     |          |  |
| N.º                         | Título                              | Duración |  |
| 15.                         | «Don't Wanna Go Home» (music video) | 3:57     |  |
| 16.                         | «It Girl» (music video)             | 3:13     |  |

| Japanese Limited Edition bonus tracks |                                                |                                                            |                                |          |  |
| N.º                                   | Título                                         | Escritor(es)                                               | Producer(s)                    | Duración |  |
| 13.                                   | «Bombs Away»                                   | Desrouleaux Kelly Marlon Jean                              | Jai Marlon                     | 4:03     |  |
| 14.                                   | «Don't Wanna Go Home» (Club Junkies Radio Mix) | Desrouleaux Mishan Delazyn Attaway Burgie George McFarlane | The Fliptones Roberts Jeanette | 3:42     |  |
| 15.                                   | «Don't Wanna Go Home» (7th Heaven Club Mix)    | Desrouleaux Mishan Delazyn Attaway Burgie George McFarlane | The Fliptones Roberts Jeanette | 7:54     |  |

### Promo Box Set
| Disco Bonus |        |          |  |
| N.º         | Título | Duración |  |

| Bonus DVD |        |          |  |
| N.º       | Título | Duración |  |

### Platinum Edition
| Disc 1 |                       |                                                                         |                                               |          |  |
| N.º    | Título                | Escritor(es)                                                            | Producer(s)                                   | Duración |  |
| 1.     | «Don't Wanna Go Home» | Desrouleaux Mishan Delazyn Attaway Burgie George McFarlane              | The Fliptones Tim Roberts Heather Jeanette    | 3:26     |  |
| 2.     | «It Girl»             | Desrouleaux Kiriakou Bogart Robbins                                     | Emanuel "Eman" Kiriakou                       | 3:12     |  |
| 3.     | «Breathing»           | Desrouleaux Luttrell Christy Bunetta Kurkchiyski Trad Thrace            | DJ Frank E                                    | 3:54     |  |
| 4.     | «Be Careful»          | Desrouleaux Rotem Kelly                                                 | J.R Rotem, Kelly                              | 3:34     |  |
| 5.     | «Make It Up as We Go» | Desrouleaux Mishan Delazyn                                              | The Fliptones Desrouleaux                     | 3:10     |  |
| 6.     | «Fight for You»       | Desrouleaux Hoang Paich Porcaro                                         | RedOne BeatGeek Geo Slam                      | 4:02     |  |
| 7.     | «Pick Up the Pieces»  | Desrouleaux Walker Waithe Tiffany Fred McGregor King Monteverde Sheehan | J.R. Rotem JD Walker                          | 3.34     |  |
| 8.     | «Givin' Up»           | Desrouleaux Mishan Delazyn                                              | The Fliptones                                 | 3:50     |  |
| 9.     | «Bleed Out»           | Desrouleaux DioGuardi Caren                                             | DJ Frank E                                    | 4:08     |  |
| 10.    | «That's My Shhh»      | Desrouleaux Nash McKinney                                               | Carlos "Los" McKinney Nash Thrall             | 4:21     |  |
| 11.    | «X»                   | Desrouleaux Mishan Delazyn Sidney Swift Goodwin Malcolm Stewart         | The Fliptones The Outerlimits Instinctz Beats | 3:32     |  |
| 12.    | «Dumb»                | Desrouleaux Rotem Will Jordan Clemm Rishad Penton Romano                | J.R Rotem Romano                              | 3:50     |  |
| 13.    | «Undefeated»          | Desrouleaux Justin Franks J Hart                                        | DJ Frank E                                    | 3:36     |  |

| Disc 2 |                                                |                                                                             |                                  |          |  |
| N.º    | Título                                         | Escritor(es)                                                                | Producer(s)                      | Duración |  |
| 1.     | «Whatcha Say» (Klubjumpers Remix Radio)        | Desrouleaux Kisean Anderson J-Lex                                           | J.R. Rotem Fuego                 | 4:02     |  |
| 2.     | «What If» (Jason Nevins Radio Mix)             | Desrouleaux Rotem Lex                                                       | J.R. Rotem                       | 4:07     |  |
| 3.     | «In My Head» (Wideboys Club Mix)               | Desrouleaux Kelly Rotem                                                     | J.R. Rotem                       | 5:21     |  |
| 4.     | «Don't Wanna Go Home» (Club Junkies Radio Mix) | Desrouleaux Mishan Delazyn Attaway Burgie George McFarlane                  | The Fliptones Roberts Jeanette   | 3:42     |  |
| 5.     | «Ridin' Solo» (Ian Nieman Club Mix)            | Desrouleaux Rotem Xavier Thomas                                             | J.R. Rotem                       | 6:58     |  |
| 6.     | «It Girl» (R.A.W. Club Mix)                    | Desrouleaux Kiriakou Bogart Robbins                                         | Emanuel "Eman" Kiriakou          | 6:25     |  |
| 7.     | «Whatcha Say» (Wawa Remix Radio)               | Desrouleaux Anderson J-Lex                                                  | J.R. Rotem Fuego                 | 3:25     |  |
| 8.     | «Fight for You» (MYNC Edit)                    | Desrouleaux Hoang Paich Porcaro                                             | RedOne BeatGeek Geo Slam         | 3:25     |  |
| 9.     | «The Sky's the Limit» (Ayo Remix)              | Desrouleaux Rotem Bogart Alex James Irene Cara Keith Forsey Giorgio Moroder | J.R Rotem                        | 3:25     |  |
| 10.    | «Don't Wanna Go Home» (7th Heaven Club Mix)    | Desrouleaux Mishan Delazyn Attaway Burgie George McFarlane                  | The Fliptones Roberts* Jeanette* | 7:54     |  |
| 11.    | «It Girl» (7th Heaven Club Mix)                | Desrouleaux Kiriakou Bogart Robbins                                         | Emanuel "Eman" Kiriakou          | 6:24     |  |
| 12.    | «What If» (Mig & Rizzo Pop Mix)                | Desrouleaux Rotem Lex                                                       | J.R Rotem                        | 3:07     |  |